# Hercule, Samson et Ulysse
Pour plus de détails, voir Fiche technique et Distribution.
Hercule, Samson et Ulysse (Ercole sfida Sansone) est un film italien réalisé par Pietro Francisci, sorti en 1963.

## Synopsis
Les pêcheurs d'Ithaque sont terrorisés par un monstre marin. Ils font appel au roi Laerte, qui envoie Hercule et Ulysse. Mais leur bateau fait naufrage après une lutte avec le monstre.

## Fiche technique
- Titre original : Ercole sfida Sansone
- Titre français : Hercule, Samson et Ulysse
- Réalisation : Pietro Francisci
- Scénario : Pietro Francisci
- Photographie : Silvano Ippoliti
- Musique : Angelo Francesco Lavagnino
- Pays d'origine : Italie
- Format : Couleurs - 1,85:1 - Mono
- Genre : péplum
- Durée : 93 minutes
- Date de sortie : 1963

## Distribution
- Kirk Morris  (VF : Jean-Claude Michel) : Hercule
- Richard Lloyd  (VF : Claude Bertrand) : Samson
- Liana Orfei : Dalila
- Diletta D'Andrea : Iole
- Enzo Cerusico  (VF : Michel Roux)  : Ulysse
- Aldo Giuffré  (VF : Jean Martinelli) : Seren
- Pietro Tordi (VF : Jacques Dynam)  : Azer
- Gian Paolo Rosmino : Esculape
- Rina Mascetti : la femme de Azer
- Antonio Corevi : un homme de Gaza
- Stefania Sabatini : Pénélope
- Nando Angelini : un rameur grec
- Fortunato Arena : Serifo
- Loris Loddi : Illo fils d’Hercule
- Fulvia Franco : Anticlée
- Marco Mariani (VF : Robert Dalban) : Mirro
- Aldo Pini (VF : Marc Cassot) : Tifi
- Mario del Simone (VF : Jean Daurand) : Daros
- Andrea Fantasia : Laerte